# 交響曲第4番 (シベリウス)
シベリウスの交響曲第4番 イ短調 作品63は、1911年に完成した交響曲。

## 作曲の経緯
1908年、前年から体調の不調を訴えていたシベリウスは喉の腫瘍と診察され、5月12日にヘルシンキで手術を受けた。医師はさらに専門医の診察を受けるよう勧めたため、シベリウスはベルリンのフレンケル医師の元を訪れた。6月に手術を行い病根を摘出することができた。病理組織学検査の結果、腫瘍は良性であると判明したが、予後への配慮から酒と葉巻を禁止されてしまった。この加療生活からシベリウスは死を身近に感じるようになり、この時期の作品には暗闇からかすかな光を探し求めるような感覚がつきまとっている。その最も完成された形がこの交響曲第4番である。
病から癒えた1909年、シベリウスは義兄のエーロ・ヤルネフェルトと北カレリア地方のコリ山地へ旅行している。この旅について彼は「生涯で最もすばらしい経験の1つ」と記している。この後に書かれた作曲プランの中に「山」という言葉があり、コリ山地で強いインスピレーションを得たことが示唆されている。しかし、作曲者自身が「心理的交響曲」と呼んだことからも明らかなように、この作品は決して標題音楽ではない。長い闘病生活の不安とその生活を支えた希望、そして病を克服して得た充足感がこの交響曲の核をなしている。
1910年に着手された創作は、何度か短い中断を挟みながら翌1911年の3月末まで続き、同年4月3日の初演直前まで手を入れ続けた。初演は、あまりに晦渋な作品に対して聴衆や批評家の評判は高くなかったが、作曲者の自信が揺らぐことはなかった。

## 作品の概要

### 初演
1911年4月3日 ヘルシンキ・フィルハーモニー協会コンサート。作曲者自身の指揮。

### 出版
1912年　ブライトコプフ・ウント・ヘルテル社

### 献呈
義兄 エーロ・ヤルネフェルト

## 楽器編成
フルート2、オーボエ2、クラリネット2、ファゴット2、ホルン4、トランペット2、トロンボーン3、ティンパニ、グロッケン（Glocken.）、弦楽五部
「グロッケン（鐘）」のパートを、グロッケンシュピール（独: Glockenspiel）で演奏するか、チューブラーベル（独: Röhrenglocken）で演奏するかについては解釈が定まっていない。指揮者によっては両者を併用する場合もある。

## 作品の内容
いずれの楽章も、既存の形式からは逸脱した形式で作曲されている。主要主題とその主題と有機的関係にある短いモチーフが緻密に組み合わされて構成され、そうした曲にふさわしく抑制された室内楽的とも評されるオーケストレーションとの相乗効果により、緊張感の高い純粋な音楽となっている。イギリスの音楽研究家セシル・グレイはこの作品のスコアについて「無駄な音が1つもない」と絶賛している。
第1楽章 Tempo molto moderato, quasi adagio - Adagio
イ短調、自由なソナタ形式。中心となる第1主題は、導入の動機に続いて6小節目からチェロによって奏でられる沈鬱な主題である。これに互いに有機的な関連性を持つ様々なモチーフが現れ楽章を形成している。第2主題は粘り強く、金管に出る。独特のリズムが金管に現れるところからコデッタ。木管の応答の後、曲は展開部となり第1主題を中心に扱う。そのため再現部は第2主題に始まり、コデッタも型どおり再現される。やはり木管の応答の後、短いコーダとなり、不気味な余韻を残して静かに終わる。
演奏時間は10-12分程度。
第2楽章 Allegro molto vivace
ヘ長調、スケルツォにあたる楽章。形式的には短いトリオと極めて長い終結部をもつ不規則な三部形式。3/4拍子のスケルツォ主題はオーボエによって提示される。短いトリオは2/4拍子で弦による主題が奏でられる。長大な結尾はスケルツォから次第に幻想曲風になりあっけなく終止する。
演奏時間は4-5分程度。
第3楽章 Il tempo largo
嬰ハ短調、自由な形式だが、強いて言うなら長大な序奏を持つ三部形式と中間部に基づくコーダからなる。瞑想に富んだ楽章。主題の全容はなかなか明らかにされず、39小節目になってチェロがそれを演奏して初めてその姿が明らかとなる。曲は短いモチーフをモザイクのように組み合わせて主題を促したり変形したりして構築されている。その有機的なつながりは精妙を極め、聴く者を深い思索へと導く。
演奏時間は9.5-11分程度。
第4楽章 Allegro
イ長調～イ短調、シベリウスが得意なA-B-A-B形式。主題は冒頭第1ヴァイオリンによって提示され、これに細かいモチーフがロンド風に絡んで行く。この楽章では他の楽章では使われないグロッケンが要求されているが、ピッチの安定性などの問題から実際の演奏ではグロッケンシュピール（鉄琴）が用いられる。副主題は弦に現れる。両主題が再現された後、弦によってイ短調で静かに終結する。
演奏時間は9-10分程度。